# 偏斜淫羊藿
偏斜淫羊藿（学名：Epimedium truncatum）为小檗科淫羊藿属下的一个种。

## 扩展阅读
- 維基物種上的相關：偏斜淫羊藿